# Justin Keen
Justin Keen (Epping, 4 de agosto de 1972) é um ex-automobilista britânico. 
Estreou no automobilismo em 1992, disputando a Fórmula Vauxhall britânica, e no mesmo ano ingressou na Fórmula Ford, onde permaneceu até 1995. Em 1996, teve uma rápida passagem pelo automobilismo dos Estados Unidos, porém um acidente fez com que ele ficasse um ano sem competir, voltando em 1998 na Fórmula Palmer Audi, onde correu até 2000.
Na Fórmula 3000, Keen ingressou na pequena equipe Kid Jensen Racing, disputando 2 provas em 2001, porém o time encerrou suas atividades após o GP de San Marino e o inglês ficou o restante do ano fora das pistas. Regressou à categoria em 2002, participando de 3 corridas pela European Minardi F-3000, substituindo o brasileiro Alex Sperafico.
Até 2006, quando encerrou a carreira, dedicou-se às provas de turismo e de protótipos.

## Links
- Site oficial (em inglês)